# 1987 (Bianca Atzei)
| Recensione       | Giudizio |
| ---------------- | -------- |
| Libera La Musica |          |

1987 è il quarto album in studio della cantautrice italiana Bianca Atzei, pubblicato il 17 maggio 2024 dall'etichetta discografica Apollo Records e prodotto da Diego Calvetti.

## Tracce
1. Discoteca – 2:50 (Veronica Atzei, Diego Calvetti)
2. Indigeno – 3:09 (Veronica Atzei, Oscar Angiuli, Diego Calvetti)
3. Bagnoschiuma – 3:04 (Daniele Coro, Diego Calvetto, Federico Sambugaro Baldini)
4. Le canzoni di Vasco (feat. Tormento) – 3:22 (Veronica Atzei, Diego Calvetti, Karin Amadori, Massimiliano Cellamaro, Valerio Carboni, Vincenza Casati)
5. Tutto l'amore che ho dentro – 3:28 (Veronica Atzei, Oscar Angiuli, Diego Calvetti)
6. Acqua, fuoco, terra – 2:31 (Alessandro Gemelli, Diego Calvetti, Emanuele Sciarra, Karin Amadori, Lorenzo Cilembrini)
7. Non ti lascio andare – 3:13 (Diego Calvetti, Francesco Silvestre)
8. Una cometa blu – 2:58 (Diego Calvetti, Gigi D'Alessio)